# Хопкинс Парк (Илиноис)
Хопкинс Парк (енгл. Hopkins Park) град је у америчкој савезној држави Илиноис.

## Демографија
По попису из 2010. године број становника је 603, што је 108 (-15,2%) становника мање него 2000. године.
| Група             | 2000.       | 2010.       |
| Белци             | 29 (4,1%)   | 24 (4,0%)   |
| Афроамериканци    | 656 (92,3%) | 564 (93,5%) |
| Азијати           | 1 (0,1%)    | 3 (0,5%)    |
| Хиспаноамериканци | 15 (2,1%)   | 7 (1,2%)    |
| Укупно            | 711         | 603         |